# Ангелски очи
„Ангелски очи“ (на английски: Angel Eyes) е американски драматичен/романтичен филм създаден през 2001 година. Режисьор на филма е Луис Мандоки. Главните роли играят Дженифър Лопес, Джим Кавийзъл, Соня Брага и Терънс Хауърд.
Премиерата на филма е на 18 май 2001 година, а печалбите достигат $ 24 044 523.
Снимките на филма започват на 8 май 2000 г. и завършват в началото на август същата година. Заснет е на две места Чикаго, Илинойс и Торонто, Канада.